# Maslinovac (Pelješac)
Maslinovac je nenaseljeni otočić u hrvatskom dijelu Jadranskog mora.
Njegova površina iznosi 0,049 km². Dužina obalne crte iznosi 0,82 km.